# Zbigniew Chmielowiec

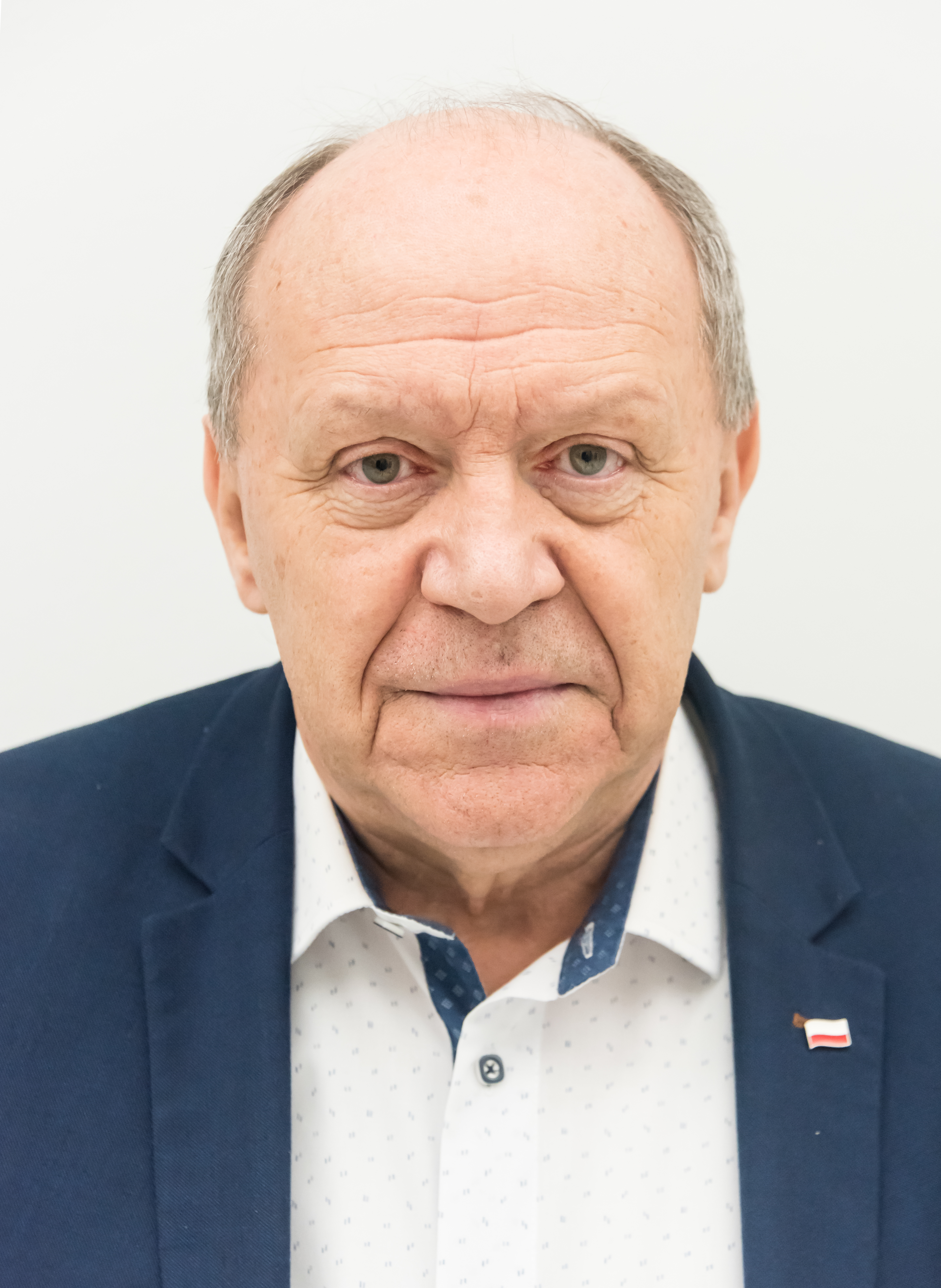
Zbigniew Chmielowiec (2023)

Zbigniew Michał Chmielowiec (* 22. September 1954 in Kolbuszowa) ist ein polnischer Politiker (AWS, PiS), ehemaliger Bürgermeister von Kolbuszowa und seit 2005 Abgeordneter des Sejm in der V., VI., VII., VIII., IX. und X. Wahlperiode.

## Leben und Beruf
Chmielowiec schloss sein Studium an der Technischen Universität Krakau als Umweltingenieur ab. Er war danach in Produktions- und Baubetrieben sowie einer landwirtschaftlichen Genossenschaft beschäftigt. Chmielowiec ist verheiratet.

## Politik
Anfang der 1980er Jahre war Chmielowiec Mitglied der unabhängigen Gewerkschaft Solidarność. Später gehörte er bis 1985 der Blockpartei „Zjednoczone Stronnictwo Ludowe“ an. In der zweiten Hälfte der 1990er Jahre engagierte er sich in der Akcja Wyborcza Solidarność (AWS). Von 1994 bis 2002 war er Stadtrat von Kolbuszowa. Seit 1990 arbeitete er als Abteilungsleiter in der kommunalen Selbstverwaltung, danach als Vertreter des Bürgermeisters und von 1998 bis 2005 als Bürgermeister. Dabei wurde er 1998 für die AWS und 2002 für das Wahlkomitee „RODZINA-FORUM-SAMORZĄD“ gewählt. Später trat er der Prawo i Sprawiedliwość (PiS) bei.
Bei den Parlamentswahlen 2005 wurde er über die Liste der PiS für den Wahlkreis Rzeszów mit 10.236 Stimmen in den Sejm gewählt. Bei den vorgezogenen Parlamentswahlen 2007 wurde er zum zweiten Mal Abgeordneter, diesmal mit 17.243 Stimmen. Er war Mitglied der Sejm Kommissionen für die Umweltschutz sowie Infrastruktur. Auch 2011, 2015, 2019 und  2023 wurde er jeweils wiedergewählt.

## Ehrungen
- 2003 Bronzenes Verdienstkreuz der Republik Polen[9]
- 2019 Ehrenbürger der Gmina Baranów Sandomierski[10]
- 2023 Ehrenbürger der Gmina Kolbuszowa[11]
- 2023 Ehrenbürger der Gmina Głogów Małopolski[12]